# Tara Hills
Tara Hills é uma Região censo-designada localizada no Estado americano da Califórnia, no Condado de Contra Costa.

## Geografia
A área total da cidade é de 2,0 km² (0,8 mi²), sendo tudo coberto por terra.

## Demografia
De acordo com o censo de 2000, a densidade populacional é de 2639,4/km² (6819,4/mi²) entre os 5332 habitantes, distribuídos da seguinte forma:
- 51,76% caucasianos
- 14,44% afro-americanos
- 0,66% nativo americanos
- 14,14% asiáticos
- 0,54% nativos de ilhas do Pacífico
- 12,55% outros
- 5,91% mestiços
- 23,87% latinos

Existem 1370 famílias na cidade, e a quantidade média de pessoas por residência é de 2,96 pessoas.

## Localidades na vizinhança
O diagrama seguinte representa as localidades num raio de 8 km ao redor de Tara Hills.